# Orbace

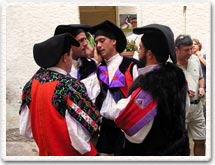
Cantanti de Oliena avec sa berrita, casquette en orbace

L'orbe (orbace en italien - prononcé orbàtche) est un tissu de laine typique de la Sardaigne, techniquement une toile, un drap obtenu par un traitement particulier qui remonte à une époque très ancienne (il est probable que ce tissu était déjà utilisé comme uniforme des soldats de Rome).

## Étymologie
Dérive du sarde orbaci, dont l'origine est à rechercher dans l'arabe al-bazz, étoffe, drap, toile.
Armure est à toile et la couleur, typiquement sombre, est donnée par la teinture. La particularité de l'orbe, obtenu en sélectionnant les poils les plus longs durant la phase du cardage, est d'avoir subi, après le tissage, un processus appelé follatura, en français foulage qui provoque une sorte de feutrage, de manière à obtenir un tissu robuste et imperméable. Normalement l'orbe est produit dans des couleurs sombres, la plupart du temps en noir, gris ou rouge.
La follatura exige d'exercer de grandes pressions sur le tissu imbibé d'eau chaude savonneuse, afin de faire pénétrer les fibres entre elles et obtenir un tissu compact. Cette opération était traditionnellement exécutée en piétinant (à pied nu) les tissus ou en utilisant des maillets mis en mouvement par des roues mues par des moulins à eau.

## Mots corrélés
- Toile